# Окулярник соломонський
Окулярник соломонський (Zosterops luteirostris) — вид горобцеподібних птахів родини окулярникових (Zosteropidae). Ендемік Соломонових Островів.

## Опис
Довжина птаха становить 11,5-12 см. Верхня частина тіла жовтувато-оливкова, нижня частина тіла жовта. Дзьоб яскраво-жовтий, лапи жовті. Обличчя чорне, навколо очей білі кільця. які перетинаються чорними смугами, що ідуть від дзьоба до очей. Виду не притаманний статевий диморфізм.

## Поширення і екологія
Соломонські окулярники є ендеміками острова Гізо. Вони живуть в тропічних лісах на висоті до 200 м над рівнем моря.

## Збереження
МСОП класифікує цей вид як такий, що знаходиться під загрозою зникнення. За оцінкою дослідників, популяція соломонських окулярників складає від 200 до 1000 птахів. Їм загрожує знищення природного середовища.